# 通天河
通天河，长江西源沱沱河与南源当曲汇合处至玉树巴塘河口段称通天河，长813公里。在海拔约4500公尺的青藏高原上，河谷宽广，水流平缓。